# 長頭蟾口鮟鱇
長頭蟾口鮟鱇為輻鰭魚綱鮟鱇目棘茄魚亞目夢角鮟鱇科的其中一種，為深海魚類，分布於全球各大洋熱帶至溫帶海域，棲息深度500-1000公尺，體長可達24.5公分，生活習性不明，不具任何經濟價值。

## 扩展阅读
維基物種上的相關：長頭蟾口鮟鱇